# صادق جلال العظم
صادق جلال العظم (1934 - 11 ديسمبر 2016) هو مفكر سوري علماني من مواليد دمشق وأستاذ فخري بجامعة دمشق في الفلسفة الأوروبية الحديثة. كان أستاذاً زائراً في قسم دراسات الشرق الأدنى بجامعة برنستون حتى عام 2007. 
كتب العظم في الفلسفة ولديه دراسات ومؤلفات عن المجتمع والفكر العربي المعاصر. وهو عضو في مجلس الإدارة في المنظمة السورية لحقوق الإنسان.

## محطات مهمة
- درس الفلسفة في الجامعة الأميركية، وتابع تعليمه في جامعة يال بالولايات المتحدة.
- عمل أستاذاً جامعياً في الولايات المتحدة قبل أن يعود إلى سوريا ليعمل أستاذاً في جامعة دمشق في 1977–1999.
- انتقل للتدريس في الجامعة الأميركية في بيروت بين 1963 و 1968.
- عمل أستاذاً في جامعة الأردن ثم أصبح سنة 1969 رئيس تحرير مجلة الدراسات العربية التي تصدر في بيروت.
- عاد إلى دمشق 1988 ليدرس في جامعة دمشق، وتمت دعوته من قبل عدة جامعات أجنبية ثم انتقل إلى الخارج مجدداً ليعمل أستاذاً في عدة جامعات بالولايات المتحدة وألمانيا.
- كتب في الفلسفة وعن دراسات ومؤلفات عن المجتمع والفكر العربي المعاصر.
- عضو في مجلس الإدارة في المنظمة السورية لحقوق الإنسان

## من أعماله
- دراسات في الفلسفة الغربية الحديثة، منشورات الجامعة الأمريكية في بيروت، (1966)
- النقد الذاتي بعد الهزيمة[8]، دار الطليعة للطباعة والنشر، بيروت (1968)
- في الحب والحب العذري[9]، منشورات نزار قباني (1968)
- نقد الفكر الديني (1969)
- دراسات يسارية حول القضية الفلسطينية، دار الطليعة للطباعة والنشر، بيروت (1970)
- سياسة كارتر ومنظرو "الحقبة السعودية، دار الطليعة للطباعة والنشر، بيروت (1977)
- زيارة السادات وبؤس السلام العادل، دار الطليعة للطباعة والنشر، بيروت (1978)
- الاستشراق والاستشراق معكوساً، دار الحداثة للطباعة والنشر (1981)
- دفاعا عن المادية والتاريخ، دار الفارابي (1990)
- أثر الثورة الفرنسية في عصر النهضة، دار الفارابي (1991)
- ذهنية التحريم (1992)
- ما بعد ذهنية التحريم (1992)
- الإسلام والنزعة الإنسانية العلمانية
- الأصولية الإسلامية - تحديد نقدي للمشكلات والافكار والمداخل، مركز الدراسات والمعلومات القانونية لحقوق الإنسان، (1998)

## وفاته
توفي صادق جلال العظم عن عمر يناهز الـ 82 عاما إثر صراع مع مرض عضال، ونشر نجلا العظم، عمرو وإيفان، نعياً جاء فيه: «نعلمكم ببالغ الحزن والأسى وفاة والدنا صادق جلال العظم الأحد 11 ديسمبر/كانون الأول في منفاه برلين، ألمانيا».

## بيبليوغرافيا
- حوار مع صادق جلال العظم، صقر أبو فخر، المؤسسة العربية للدراسات والنشر، 2000

## وصلات خارجية
- صادق جلال العظم على موقع أرشيف الشارخ.
- صادق جلال العظم على موقع مونزينجر (الألمانية)

- (فيديو) صادق جلال العظم يتحدث عن محاكمته بسبب كتابه نقد الفكر الديني - (قناة الحرة) . على يوتيوب
- الإسلام التركي- طريق للإصلاح الديني والتغيير للدكتور صادق جلال العظم
- صادق جلال العظم في الخامسة والسبعين: داعية التنوير العربي....رجل الاشتباك الفكري والديني